# Reichenspitzgruppe
Die Reichenspitzgruppe ist eine bis über 3000 Meter hohe kleine Gebirgsgruppe innerhalb der Zillertaler Alpen. Sie liegt an der Grenze der österreichischen Bundesländer Tirol und Salzburg, nördlich vom Alpenhauptkamm. Ihre höchste Erhebung ist die namensgebende Reichenspitze mit einer Höhe von 3303 m ü. A.

## Lage und Umgebung
Die Gipfel der Reichenspitzgruppe liegen südlich oberhalb des Speichers Durlaßboden in der Nähe von Gerlos. Im Westen wird das Gebiet vom Zillergrund, einem Tal, in dem der Oberlauf des Ziller fließt, begrenzt, im Osten vom Krimmler Achental und im Süden vom Dreiecker im Alpenhauptkamm, wobei in älterer Literatur auch der Teil des Zillertaler Hauptkamms zwischen Heilig-Geist-Jöchl und Birnlücke der Reichenspitzgruppe zugerechnet wurde. Nächste bedeutende Siedlungen sind im Süden Prettau im Ahrntal, im Nordwesten Gerlos und im Nordosten Krimml.

## Bedeutende Gipfel
Höchster Gipfel ist die Reichenspitze mit einer Höhe von 3303 m ü. A., die dieser Berggruppe ihren Namen gibt. Im Nordostgrat der Spitze liegen der 3260 Meter hohe Gabler und der Mannlkarkopf mit 2873 m. Der von der Reichenspitze nach Westen verlaufende Hahnenkamm-Grat (3206 m) trägt die Wildgerlosspitze (3278 Meter Höhe) und die Schneekarspitze (3206 m). Im von der Reichenspitze aus nach Süden ausgesandten Grat liegen die Zillerspitze mit 3092 Metern und die 3052 Meter hohe Richterspitze. Südlich des Hahnenkamm-Grats erhebt sich der Kuchelmooskopf (3214 m). Die weiter im Westen gelegenen Berge des Schönachtals (Schönachschneid und Zillerkopf) werden häufig auch noch zur Reichenspitzgruppe gezählt. Insgesamt weist die Reichenspitzgruppe eine Fläche von rund 15 Quadratkilometern auf. Der Kernbereich der Reichenspitzgruppe ist stark vergletschert, Der größte Gletscher ist das Wildgerloskees, nördlich von Reichenspitze und Wildgerlosspitze. Südlich liegen Zillerkees, Kuchelmooskees und das Rainbachkees im Osten. Im Western befindet sich das Schönachkees.

## Gewässer
In der Reichenspitzgruppe entspringt der Ziller, der seinen Ursprung in den Bächen der Gletscher Dreieckerkees, nordwestlich des Dreiecker (2892 m am Hauptkamm) und Rauenkofelkees, am nord-südlich verlaufenden Grat zwischen Rauhkofel (3251 m, am Hauptkamm) und der Kleinspitze mit 3169 Metern Höhe. Außerdem hat der Gerlosbach seinen Ursprung im Gletscher Wildgerloskees, nördlich der Reichenspitze. Bedeutende natürliche Seen in dem Gebiet sind der Eissee, auf 2569 Metern Höhe gelegen südöstlich der Zillerplattenscharte, der Untere und Obere Gerlossee (2320 und 2469 Meter, östlich der Zittauer Hütte) und der Rainbachsee (auf 2404 Metern Höhe, nordwestlich des Krimmler Tauernhauses). Außerdem befinden sich zwei Stauseen in der Reichenspitzgruppe, der Speicher Zillergründl, dessen Wasserspiegel auf 1850 Metern liegt und der Speicher Durlaßboden, östlich von Gerlos auf 1405 Metern Höhe.

## Touristische Erschließung
In der Reichenspitzgruppe gibt es drei alpine Schutzhütten, die durch Wanderwege verbunden sind.
- Zittauer Hütte im oberen Gerlostal am Oberen und Unteren Gerlossee
- Richterhütte im oberen Rainbachtal, südwestlich vom Krimmler Tauernhaus
- Plauener Hütte östlich oberhalb von Stausee Speicher Zillergründl